# Radkov (ort i Tjeckien, lat 49,83, long 17,77)
Radkov är en ort i Tjeckien.   Den ligger i distriktet Opava och regionen Mähren-Schlesien, i den östra delen av landet, 240 km öster om huvudstaden Prag. Radkov ligger 473 meter över havet och antalet invånare är 510.
Terrängen runt Radkov är platt åt sydväst, men åt nordost är den kuperad. Runt Radkov är det ganska tätbefolkat, med 75 invånare per kvadratkilometer. Närmaste större samhälle är Opava, 15,7 km nordost om Radkov. Omgivningarna runt Radkov är en mosaik av jordbruksmark och naturlig växtlighet.